# جوزيف فوكس
جوزيف فوكس (بالإنجليزية: Joseph Fuchs)‏ هو قائد فرقة موسيقية ‏ وعازف كمان أمريكي، ولد في 26 أبريل 1899 في نيويورك في الولايات المتحدة، وتوفي بنفس المكان في 14 مارس 1997.

## وصلات خارجية
- جوزيف فوكس على موقع ميوزك برينز (الإنجليزية)
- جوزيف فوكس على موقع أول ميوزيك (الإنجليزية)
- جوزيف فوكس على موقع ديسكوغز (الإنجليزية)